# Anthurium kunthii
Anthurium kunthii är en kallaväxtart som beskrevs av Eduard Friedrich Poeppig. Anthurium kunthii ingår i släktet Anthurium och familjen kallaväxter.

## Underarter
Arten delas in i följande underarter:
- A. k. cylindricum
- A. k. kunthii